# 本尼迪克特角
66°9′S 66°36′W / 66.150°S 66.600°W
本尼迪克特角是南極洲的海岬，位於比斯科群島的拉瓦錫島東部，處於勒布隆角以南9公里，由英國探險隊拍攝的空中照片繪入地圖，現時由南極條約體系管理。